# توماس أدولفوس بودن
توماس أدولفوس بودن (بالإنجليزية: Thomas Adolphus Bowden)‏ هو فلاح وجغرافي نيوزيلندي، ولد في 26 يوليو 1824، وتوفي في 24 يونيو 1906.